# Viola godlewskii
Viola godlewskii är en violväxtart som beskrevs av Zmuda. Viola godlewskii ingår i släktet violer, och familjen violväxter. Inga underarter finns listade i Catalogue of Life.